# Actinodiscus rubraoris
Actinodiscus rubraoris är en korallart som först beskrevs av William Saville-Kent 1893.  Actinodiscus rubraoris ingår i släktet Actinodiscus och familjen Discosomatidae. Inga underarter finns listade i Catalogue of Life.